# 1640
Évszázadok: 16. század – 17. század – 18. század
Évtizedek: 1590-es évek – 1600-as évek – 1610-es évek – 1620-as évek – 1630-as évek – 1640-es évek – 1650-es évek – 1660-as évek – 1670-es évek – 1680-as évek – 1690-es évek
Évek: 1635 – 1636 – 1637 – 1638 –  1639 – 1640 – 1641 – 1642 – 1643 – 1644 – 1645

## Események

### Határozott dátumú események
- február 9. – IV. Murád halála után öccse, Ibrahim lesz az oszmán-török szultán.[1]
- április 13. – I. Károly 12 év után ismét összehívja a parlamentet, az ún. rövid parlamentet.[2]
- augusztus 21. – I. Rákóczi György erdélyi fejedelem idősebb fiát, Györgyöt kinevezi váradi kapitánynak.[3]
- november 3. – I. Károly a főrendek tanácsának javaslatára összehívja az év második parlamentjét, az úgynevezett hosszú parlamentet.[2]

### Határozatlan dátumú események
- augusztus – A skót hadsereg a határt átlépve megfutamítja az angolokat.[4]
- az év folyamán –
  - Portugáliában felkelés indult a spanyol megszállók ellen. (December 1-jén az ország függetlenné vált, s a Bragança-házbeli IV. Jánost választották királlyá.)
  - I. Rákóczi György fejedelem szövetséget köt III. Zsigmond lengyel királlyal a török ellen.[3]

## Születések
- június 9. – I. Lipót, német-római császár, magyar király († 1705)
- október 5. – Madame de Montespan, XIV. Lajos francia király szeretője († 1707)
- december 6. – Claude Fleury francia római katolikus pap, egyháztörténeti író († 1723)

## Halálozások
- február 9. – IV. Murád, az Oszmán Birodalom 18. szultánja (* 1612)
- május 30. – Peter Paul Rubens németalföldi festő (* 1577)